# Normanbya normanbyi
Espèce
Synonymes
- Areca normanbyi (W. Hill) F. Muell.[2]
- Cocos normanbyi W. Hill[2]
- Normanbya muelleri Becc.[2]
- Ptychosperma normanbyi (W. Hill) F. Muell.[2]
- Saguerus australasicus H. Wendl. & Drude[2]

Statut de conservation UICN

 VU A1c : Vulnérable
Normanbya normanbyi est une espèce de plantes à fleurs du genre Normanbya de la famille des Arecaceae. Elle est endémique du Queensland et menacée par la destruction de son habitat.